# UFC Fight Night: Холлоуэй vs. Оливейра
UFC Fight Night: Holloway vs. Oliveira (также известно как UFC Fight Night 74) — событие организации смешанных боевых искусств Ultimate Fighting Championship, которое прошло 23 августа 2015 года на спортивной арене СаскТел Центр в канадском городе Саскатун.

## Положение до турнира
Это было первое мероприятие UFC, состоявшееся в городе Саскатун. Главным событием вечера стал бой в полулёгком весе между двумя восходящими звёздами — Максом "Благословенным"Холлоуэйем и Чарльзом"Ду Бронксом" Оливейрой.
Первоначально, два поединка между Риком Стори против Эрика Силвы и между Никитой Крыловым против Маркуса Рожериу де Лимы должны были пройти в рамках турнира UFC Fight Night: Machida vs. Romero. Однако 19 июля было объявлено, что некоторые запланированные бои будут отложены и перенесены на другие турниры из-за возникших проблем с выдачей виз. Эти два боя в полном составе были прикреплены к этому турниру. Позже Стори вынужден был сняться с боя по причине травмы и его место занял Нил Магни. Свой последний бой Магни провёл всего 22 дня назад на UFC 190, проиграв опытному ветерану Демиану Майе.
Ожидалось, что Оливье Обен-Мерсье будет драться с Крисом Уэйдом, но из-за травмы Уэйд вынужден был сняться с боя, его заменил Тони Симс. Соперником дебютанта Миши Циркунова должен был стать Шон О’Коннелл. Однако О’Коннелл был снят с турнира по неуказанным причинам, его заменил другой дебютант Дэниел Джолли.

## Результаты
| Категория                            |                    |      |                        | Способ                                     | Раунд | Время |
| Основные бои (Fox Sports 1)          |                    |      |                        |                                            |       |       |
| Полулёгкий веc                       | Макс Холлоуэй      | поб. | Чарльз Оливейра        | Технический нокаут (травма пищевода)       | 1     | 1:39  |
| Полусредний веc                      | Нил Магни          | поб. | Эрик Силва             | Раздельное решение (28-29, 29-28, 30-27)   | 3     | 5:00  |
| Полусредний веc                      | Патрик Коте        | поб. | Джош Бёркман           | Технический нокаут (удары)                 | 3     | 1:26  |
| Лёгкий вес                           | Франсиску Триналду | поб. | Чед Лаприз             | Технический нокаут (удары)                 | 1     | 2:43  |
| Лёгкий вес                           | Оливье Обен-Мерсье | поб. | Тони Симс              | Единогласное решение (30-27, 30-27, 29-28) | 3     | 5:00  |
| Женский минимальный вес              | Валери Летурно     | поб. | Марина Мороз           | Единогласное решение (29-28, 29-28, 30-27) | 3     | 5:00  |
| Предварительные бои (Fox Sports 1)   |                    |      |                        |                                            |       |       |
| Лёгкий вес                           | Фрэнки Перес       | поб. | Сэм Стаут              | Технический нокаут (удары)                 | 1     | 0:54  |
| Легчайший вес                        | Фелипи Арантис     | поб. | Ив Жабуэн              | Болевой приём (рычаг локтя)                | 1     | 4:21  |
| Полутяжёлый вес                      | Никита Крылов      | поб. | Маркус Рожериу де Лима | Удушающий приём (сзади)                    | 1     | 2:29  |
| Наилегчайший вес                     | Крис Келадес       | поб. | Крис Бил               | Раздельное решение (27-30, 29-28, 29-28)   | 3     | 5:00  |
| Предварительные бои (UFC Fight Pass) |                    |      |                        |                                            |       |       |
| Лёгкий вес                           | Шейн Кэмпбелл      | поб. | Элиас Силвериу         | Единогласное решение (29-28, 29-28, 29-28) | 3     | 5:00  |
| Полутяжёлый вес                      | Миша Циркунов      | поб. | Дэниел Джолли          | Нокаут (удары)                             | 1     | 4:45  |

## Награды
Следующие бойцы получили бонусные выплаты в размере $50 000:
- Лучший бой вечера: Патрик Коте против Джоша Бёркмана

- Выступление вечера: Фрэнки Перес и Фелипи Арантис